# Katie Porter
Katherine Moore Porter (Fort Dodge, Iowa, 1974. január 3. –) amerikai demokrata politikus, 2019 és 2025 között Kalifornia állam 47. választókerületének képviselője az Egyesült Államok kongresszusának alsóházában.

## Életpályája
Porter 1974-ben született az Iowa állambeli For Dodge-ban, egy tanár és egy farmer gyermekeként. 1996-ban szerezte meg diplomáját a Yale Egyetemen, amerikai tanulmányok szakon, jogi diplomáját pedig a Harvard Egyetemen szerezte meg 2001-ben. A Harvardon csődtörvényt tanult, többek között a későbbi szenátor, Elizabeth Warren alatt. Warrennel közös könyvet is jegyeznek a témában. Később fogyasztóvédelemben dolgozott ügyvédként, majd kinevezték Kalifornia óriásbankjainak független felügyelőjévé. Ezután jogot tanított az Irvine-i Kaliforniai Egyetem jogi karán 2018-ig.
2018-ban indult Kalifornia 45. körzetének képviselőségéért, amely a híresen konzervatív Orange megyében található. Az előválasztáson a demokraták közül elsőként végzett, legyőzve három párttársát. Az általános választásokon legyőzte a két terminus óta szolgáló republikánus Mimi Walterst, Porter 12 ezer szavazattal többel végzett. Azóta kétszer választották újra, 2020-ban Greg Raths ellen, és 2022-ben Scott Baugh ellen, bár ekkor már az új, 47. körzetben. 
Kongresszusi képviselősége alatt főként a kongresszusi meghallgatások aktív résztvevőjeként lett ismert, valamint a pandémia okozta nehézségek könnyebbítésére készített segélycsomag elfogadásában is jelentős szerepet vállalt. Fehér, iskolai táblához hasonló segélyeszköze miatt is ismert, melyet többek között a JP Morgan Chase vezérigazgatója ellen folyó meghallgatás alatt a cég egy átlagos dolgozójának pénzügyi nehézségeinek demonstrálása érdekében használt.
2023-ban jelentette be, hogy 2023-ben indulni fog a Dianne Feinstein által üresen hagyott szenátusi helyért.

## Politikája
Porter tagja a Kongresszus Progresszív Kaukuszának. A képviselő támogatja a bevándorláspolitika reformját, a minőségi oktatás elérhetőségének terjesztését, a környezetvédelmet, kompetitív kapitalista gazdaság kiépítését, a rendszerszerű rasszizmus eltörlését.